# Karim Bennani (peintre)
Pour les articles homonymes, voir Bennani et Karim Bennani.
Karim Bennani, en arabe : كريم بناني, né le 2 janvier 1936 à Fès (Maroc) et mort le 3 janvier 2023, est un artiste peintre et dessinateur marocain.

## Biographie
Karim Bennani est né en 1936 à Fès,. Entamant des études commerciales, il les abandonne en 1951 afin de suivre les cours de l’Académie des arts de Fès. En 1954, il rentre à l’École nationale supérieure des Beaux-arts de Paris. Il a également fréquenté l’Académie Julian ainsi que l’Atelier Charpentier. En 1957, il expose à la Galerie du Bac à Paris et est invité à la deuxième Biennale d’Alexandrie. En 1963, avec d'autres artistes, il expose à la Galerie Charpentier à Paris. Il retourne au Maroc, et, sans abandonner la peinture, il se consacre à la décoration et à l’animation d’espaces. Il a travaillé pour l'office national du tourisme marocain ainsi que pour Royal Air Maroc. Il est membre fondateur de l'AMAP (Association Marocaine des Arts Plastiques) en 1972 et aussi son premier président. Dans les années 1970, les peintres Mohamed Melehi et Hassan Slaoui ont été présidents et en 1980, Karim Bennani a été réélu au poste de président. En 2003, Karim Bennani affirme « Je ne veux plus être président de l’AMAP. J’offre ma place ! Je suis las, et ma santé ne me permet plus d’honorer mes fonctions » et le peintre Fouad Bellamine affirme « Cela fait des années qu’il répète la même chose ! ».
Karim Bennani meurt le 3 janvier 2023.

## Expositions
- 1957 : galerie du Bac à Paris[3]
- 2014 : rétrospective à la galerie Mohamed Kacimi à Fès[3].

## Œuvres
- 1968 : huile sur toile, sans titre[7]